# Atomic Rooster
Atomic Rooster var en brittisk progressiv rockgrupp, bildad av Vincent Crane (keyboard) och Carl Palmer (trummor) 1969. Gruppen innehöll även Nick Graham (basgitarr, sång).
Efter debutalbumet Atomic Roooster 1970 lämnade Palmer gruppen för att satsa på sitt nya band Emerson, Lake and Palmer. Han ersattes av Paul Hammond.
Efter det femte albumet Nice 'n' Greasy 1973 upplöstes bandet.
De hade dock en kortvarig återförening i början av 1980-talet.
Vincent Crane tog livet av sig 1989, Paul Hammond dog av en överdos 1992.

## Diskografi (urval)
Studioalbum
- 1970 – Atomic Roooster
- 1970 – Death Walks Behind You
- 1971 – In Hearing Of Atomic Rooster
- 1972 – Made in England
- 1973 – Nice 'n' Greasy
- 1980 – Atomic Rooster
- 1983 – Headline News

Livealbum
- 1993 – BBC Radio 1 Live in Concert 1972
- 1998 – Devil's Answer (1970-81 BBC Radio sessions)
- 2000 – Live and Raw 70/71
- 2000 – Live In Germany '83
- 2002 – Live at the Marquee 1980

Samlingsalbum
- 1974 – Assortment
- 1986 – Home to Roost
- 1989 – The Devil Hits Back
- 1991 – Space Cowboy
- 1992 – The Best of Atomic Rooster Volumes
- 1997 – In Satan's Name: The Definitive Collection
- 1999 – The First 10 Explosive Years
- 2000 – Rarities
- 2001 – The First 10 Explosive Years Volume 2
- 2001 – Heavy Soul
- 2006 – Devil's Answer - The Singles Collection
- 2008 – Homework

Singlar (topp 100 på UK Singles Chart)
- 1971 – "Tomorrow Night" / "Play the Game" (#11)
- 1971 – "Devil's Answer" / "The Rock" (#4)